# Paul P. Yoder
Paul Price Yoder (* 25. Juni 1897 in West Liberty, Ohio; † 1. September 1965 in Fayetteville, North Carolina) war ein US-amerikanischer Politiker. Zwischen 1937 und 1939 war er Vizegouverneur des Bundesstaates Ohio.

## Werdegang
Die Quellenlage über Paul Yoder ist sehr schlecht. Über sein Leben jenseits der Politik ist nichts überliefert. Er war Mitglied der Demokratischen Partei und saß zu einem nicht überlieferten Zeitpunkt im Senat von Ohio.
1936 wurde er an der Seite von Martin Davey zum Vizegouverneur von Ohio gewählt. Dieses Amt bekleidete er zwischen 1937 und 1939. Dabei war er Stellvertreter des Gouverneurs und Vorsitzender des Staatssenats.  Nach dem Ende seiner Zeit als Vizegouverneur verliert sich seine Spur wieder. Es wird in den Quellen nur noch vermerkt, dass er am 1. September 1965 in Fayetteville an Krebs starb. Yoder war seit 1919 mit Martha Celestine (Caroline) Byers verheiratet.